# Pseudomertensia drummondii
Pseudomertensia drummondii är en strävbladig växtart som beskrevs av Syed Muhammad Anwar Kazmi. Pseudomertensia drummondii ingår i släktet Pseudomertensia och familjen strävbladiga växter. Inga underarter finns listade i Catalogue of Life.